# قائمة مدن فيرمونت
يوجد 9 مدن في ولاية فيرمونت في الولايات المتحدة. ويقيم فيها 115,085 نسمة أو 18.39% من السكان حسب إحصاء 2010.

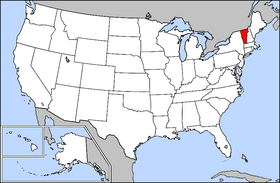
موقع ولاية فيرمونت ضمن الولايات المتحدة

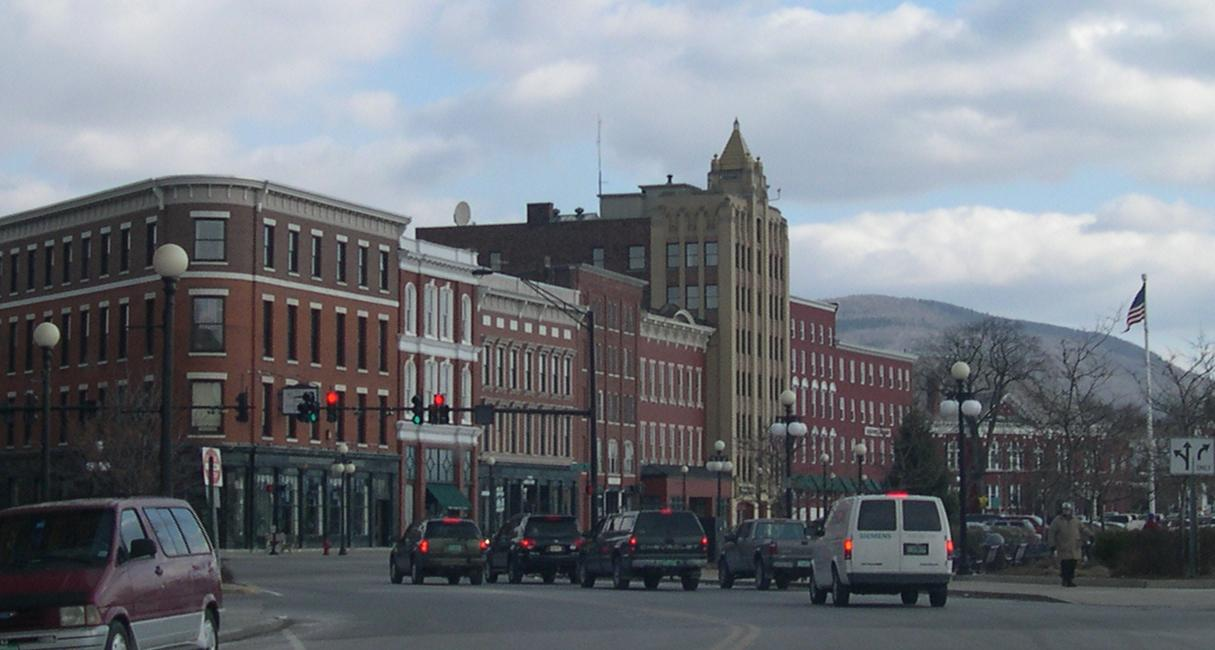
روتلاند

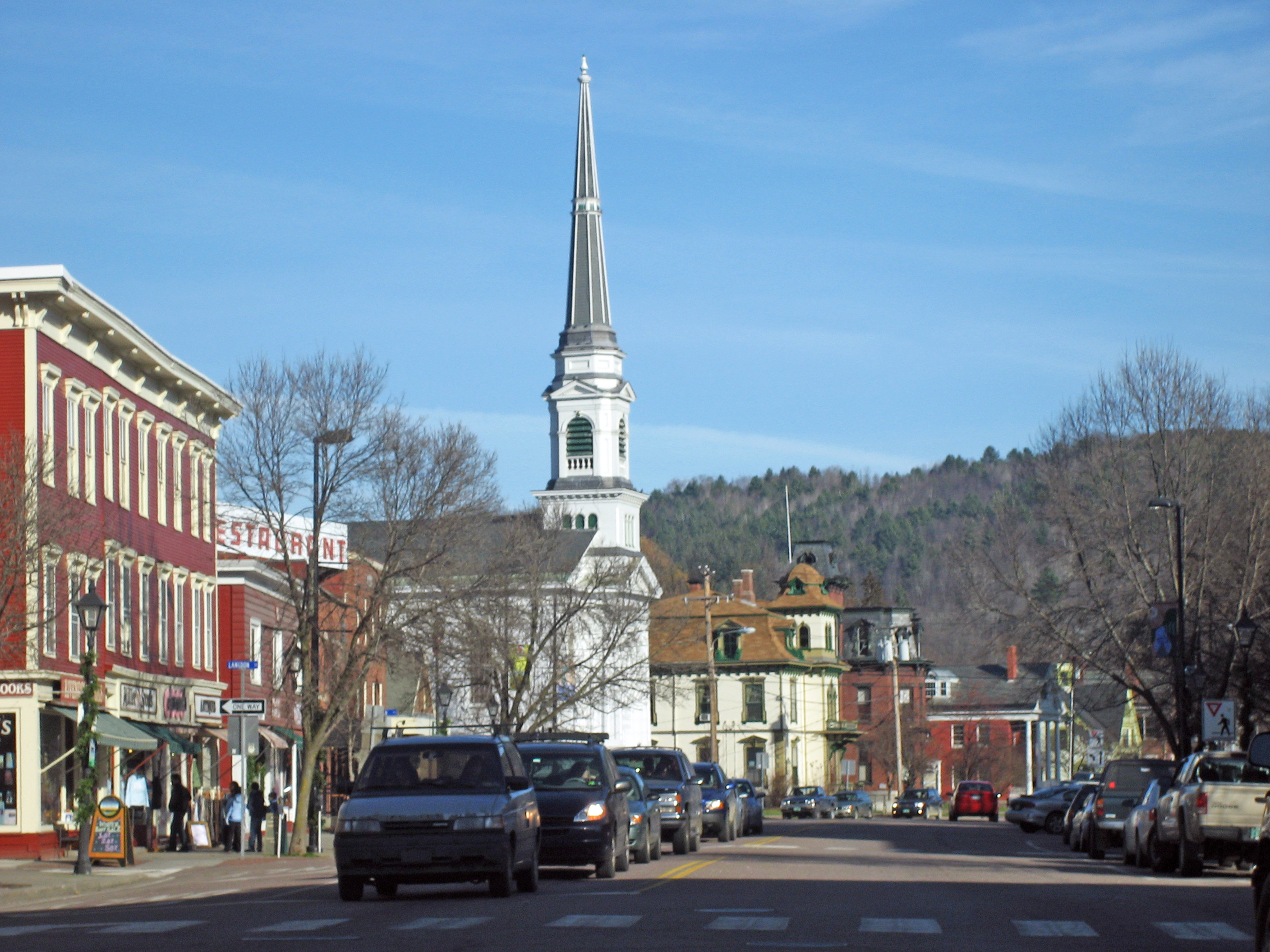
مونبلييه، فيرمونت

(*) تشير إلى مقر المقاطعة
| المدينة            | المقاطعة                  | عدد السكان 2010 | ترتيب (عدد السكان) | المساحة بالميل² (كم²) | ترتيب (المساحة) | التأسيس | متوسط دخل الأسرة (1999) | ترتيب (التأسيس) |
| ------------------ | ------------------------- | --------------- | ------------------ | --------------------- | --------------- | ------- | ----------------------- | --------------- |
| برلينغتون*         | مقاطعة تشيتندن (فيرمونت)  | 42,417          | 1                  | 15.1ميل² (40.1 كم²)   | 2               | 1864    | $33,070                 | 6               |
| ساوث برلنغتون      | مقاطعة تشيتندن (فيرمونت)  | 17,904          | 2                  | 29.6ميل² (76.7 كم²)   | 1               | 1971    | $51,566                 | 1               |
| روتلاند*           | مقاطعة روتلاند (فيرمونت)  | 16,495          | 3                  | 7.6ميل² (19.8 كم²)    | 4               | 1892    | $30,478                 | 8               |
| باري               | مقاطعة واشنطن (فيرمونت)   | 9,052           | 4                  | 4.0ميل² (10.4 كم²)    | 6               | 1895    | $30,393                 | 9               |
| مونبلييه، فيرمونت* | مقاطعة واشنطن (فيرمونت)   | 7,855           | 5                  | 10.3ميل² (26.6 كم²)   | 3               | 1895    | $37,513                 | 3               |
| وينوسكي            | مقاطعة تشيتندن (فيرمونت)  | 7,267           | 6                  | 1.5ميل² (3.9 كم²)     | 9               | 1921    | $30,592                 | 7               |
| سانت ألبانز*       | مقاطعة فرانكلين (فيرمونت) | 6,918           | 7                  | 2.0ميل² (5.3 كم²)     | 8               | 1902    | $37,221                 | 4               |
| نيوبورت*           | مقاطعة أورليانز (فيرمونت) | 4,589           | 8                  | 7.6ميل² (19.7 كم²)    | 5               | 1917    | $34,922                 | 5               |
| فيرغينيس           | مقاطعة أديسون (فيرمونت)   | 2,588           | 9                  | 2.5 ميل² (6.5 كم²)    | 7               | 1788    | $37,763                 | 2               |